# Kou Abhay

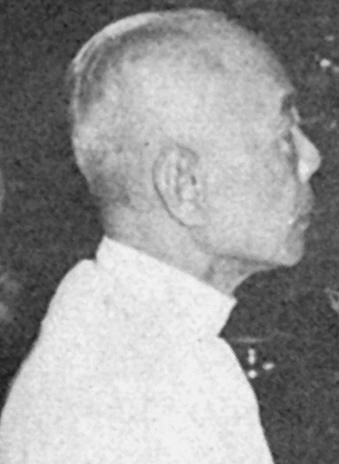
Kou Abhay em 1955

Kou Abhay ( em laociano:  ກຸ ອະໄພ; 7 de dezembro de 1892 - 1  abril de 1964) foi político de Laos.
Foi governador da província de Champasak de 1941 a 1947, quando foi nomeado ministro da Educação e Saúde. Em 1949, foi nomeado presidente do Conselho Real.
Ele foi nomeado pelo Rei de Laos como Primeiro Ministro do Reino de Laos de 7 de janeiro de 1960 a 3 de junho de 1960.
Ele era o irmão mais velho de Nhouy Abhay, Ministro da Educação Nacional e Belas Artes. Ele era o pai do General Kouprasith Abhay (1932–2011), que lançou um golpe de Estado de direita em 19 de abril de 1964.